# Lill-Lidtjärnen
Lill-Lidtjärnen är en sjö i Strömsunds kommun i Ångermanland och ingår i Ångermanälvens huvudavrinningsområde.